# Балансир
Баланси́р (фр. balancier от balancer «качать, уравновешивать», от лат. bilancia — весы), — груз, соединённый с вращающейся деталью машин, служащий для уравновешивания сил инерции. В этих же целях канатоходец использует шест, стремясь управлять положением массы тела относительно точки опоры, перпендикулярно канату.
Также балансиром называют рычаг (двуплечий, реже одноплечий), совершающий качательные движения относительно неподвижной оси, служащий для передачи усилий на присоединённые к нему тяги и шатуны в насосах, буровых станках, весах и др. Например, двуплечий балансир в подвеске ходовой части танков, автомобилей, тракторов и т. д.
Деталь часового механизма (иногда — баланс), совместно со спусковым механизмом — регулятор хода часов.
Также блесна-балансир — рыболовная снасть, блесна, выполненная в виде муляжа рыбки с креплением лески посередине блесны.